# Чагодощенский район
Чагодо́щенский муниципальный округ — административно-территориальная единица (район) в Вологодской области России. В рамках организации местного самоуправления в границах района существует муниципальное образование Чагодощенский муниципальный округ (с 2004 до 2022 гг. — муниципальный район).
Административный центр — рабочий посёлок Чагода.

## География
Чагодощенский район — самая западная территория Вологодской области. Площадь его территории — 2 408,63 км². Протяжённость с севера на юг — 60 км и с запада на восток — 68 км.
Граничит:
- на северо-западе с Бокситогорским районом Ленинградской области
- на северо-востоке с Бабаевским районом Вологодской области
- на востоке с Устюженским районом Вологодской области
- на юге с Пестовским районом Новгородской области
- на юго-западе с Хвойнинским районом Новгородской области

Район расположен в бассейнах рек Чагоды (Чагодощи) и Кобожи, являющимися левыми притоками Мологи. Основные притоки Чагодощи, протекающие в районе, — Горюн, Смердомка, Лидь, Песь (с притоком Ратца) и Внина, а притоки Кобожи — реки Белая, Белая, Чёрная и Веуч. На территории района более 20 озёр. Наиболее крупные из них Чёрное, Сиглинское, Угличное, Конево.

## История
Территория, на которой ныне расположен район, состояла из шести погостов Бежецкой пятины Новгородской земли. Это Богородицкий в Смердомле (упом. 1498-99), Ильинский в Мегрине (упом. 1498-99), Никольский и Покровский в Черенске (упом. 1498-99), Никольский в Бельске (упом. 1498-99), Воскресенский в Избоищах (упом. 1581-82). В 1645-47 гг. также упоминается Никольский в Избоищах погост, который просуществовал не долго. А в 1685 году территория была включена в состав образованного Устюжно-Железопольского уезда, который просуществовал до 1927 года как Устюженский в составе Новгородской губернии (с 1727 года по 1918 год). При этом были изменены границы старых волостей, образованы новые. Волость Бельск (Никольский в Бельске) включён в состав Кирово-Климовской волости, Волость Смердомля и Избоищи объединены в составе Белокрестской волости. По ходатайству северных уездов Новгородской губернии Демократический съезд Советов 10-13 мая 1918 года из Тихвинского, Устюженского, Череповецкого, Кирилловского и Белозерского уездов была образована Череповецкая губерния, которая в 1927 году была упразднена и вошла в Ленинградскую область. Тогда же в 1927 году в Череповецком округе Ленинградской области из части бывшей территории Устюженского уезда был образован Верхне-Чагодощенский район. 23 июля 1930 года ЦИК и СНК СССР в соответствии с постановлением ЦК ВКП(б) издали постановление «О ликвидации округов» и Череповецкий округ был упразднён и район стал непосредственно входить в Ленинградскую область.
В связи с разделением в сентябре 1937 года Северной области на Вологодскую и Архангельскую к Вологодской области присоединены города и районы Ленинградской области: город Череповец, районы Череповецкий, Мяксинский, Пришекснинский, Петриневский, Кирилловский, Чарозерский, Вашкинский, Белозерский, Бабаевский, Кадуйский, Чагодощенский, Устюженский, Борисово-Судский, Шольский, Оштинский, Ковжинский, Вытегорский и Андомский.
Границы Чагодощенского муниципального района установлены законом Вологодской области от 6 декабря 2004 года № 1128-ОЗ.
Состав поселений совпадает с ранее существовавшими одноимёнными сельсоветами.

## Население
| 2002    | 2009    | 2010    | 2011    | 2012    | 2013    | 2014    | 2015    | 2016    |
| ------- | ------- | ------- | ------- | ------- | ------- | ------- | ------- | ------- |
| 15 624  | ↘14 225 | ↘14 163 | ↘13 795 | ↘13 774 | ↘13 419 | ↘13 128 | ↘12 823 | ↘12 589 |
| 2017    | 2018    | 2019    | 2020    | 2021    | 2023    |         |         |         |
| ↘12 345 | ↘12 053 | ↘11 766 | ↘11 639 | ↘11 268 | ↘11 110 |         |         |         |

### Урбанизация
Городское население (в рабочих посёлках Сазоново и Чагода) составляет 74,55 % населения района.

### Национальный состав
По итогам переписи населения 2020 года проживали следующие национальности (национальности менее 0,1 % и другое, см. в сноске к строке «Другие»):
| Национальность | Численность, чел. | Доля     |
| -------------- | ----------------- | -------- |
| Русские        | 9940              | 88,21 %  |
| Украинцы       | 59                | 0,52 %   |
| Армяне         | 24                | 0,21 %   |
| Белорусы       | 12                | 0,11 %   |
| Другие         | 1233              | 10,95 %  |
| Итого          | 11 268            | 100,00 % |

## Территориальное устройство

Сельсоветы Чагодощенского района и существовавшие в 2006—2015 гг. в их границах одноимённые сельские поселения

Административно-территориальные единицы
Чагодощенский район в рамках административно-территориального устройства, включает 9 административно-территориальных единиц: 2 посёлка городского типа (рабочих посёлка Чагода, Сазоново) и 7 сельсоветов:
| № | Сельсовет     | Соответствующее муниципальное образование |
| - | ------------- | ----------------------------------------- |
| 1 | Белокрестский | Белокрестское СП                          |
| 2 | Борисовский   | Белокрестское СП                          |
| 3 | Избоищский    | Белокрестское СП                          |
| 4 | Лукинский     | Белокрестское СП                          |
| 5 | Мегринский    | Белокрестское СП                          |
| 6 | Первомайский  | Первомайское СП                           |
| 7 | Покровский    | Первомайское СП                           |

Муниципальные образования

Муниципальные образования с 2015 до 2022 гг.

В рамках организации местного самоуправления в границах района функционирует Чагодощенский муниципальный округ (с 2004 до 2022 года — муниципальный район).
Изначально в составе новообразованного муниципального района в декабре 2004 года были созданы 2 городских и 7 сельских поселений. Законом Вологодской области от 26 ноября 2015 года были упразднены Борисовское, Избоищское, Лукинское, Мегринское и Покровское сельские поселения и включены в Белокрестское.
С 2015 до 2022 года муниципальный район делился на 4 муниципальных образования нижнего уровня, в том числе 2 городских и 2 сельских поселения:
| №        | Муниципальное образование | Административный центр   | Количество населённых пунктов | Население | Площадь, км² |
| -------- | ------------------------- | ------------------------ | ----------------------------- | --------- | ------------ |
| 1e-06    | Городское поселение:      |                          |                               |           |              |
| 1        | посёлок Сазоново          | рабочий посёлок Сазоново | 1                             | ↘2680     | 20,18        |
| 2        | посёлок Чагода            | рабочий посёлок Чагода   | 1                             | ↘5603     | 234,92       |
| 2.000002 | Сельское поселение:       |                          |                               |           |              |
| 3        | Белокрестское             | село Белые Кресты        | 77                            | ↘2029     | 1805,54      |
| 4        | Первомайское              | посёлок Смердомский      | 12                            | ↘836      | 349,55       |

1 июня 2022 года муниципальный район и все входившие в его состав городские и сельские поселения были упразднены и объединены в Чагодощенский муниципальный округ.

## Населённые пункты
В Чагодощенском районе (муниципальном округе) 91 населённый пункт, в том числе 2 городских (рабочих посёлка) и 89 сельских.
| №  | Населённый пункт | Тип             | Население | Бывшее муниципальное образование |
| -- | ---------------- | --------------- | --------- | -------------------------------- |
| 1  | Чагода           | рабочий посёлок | ↘5603     | посёлок Чагода                   |
| 2  | Сазоново         | рабочий посёлок | ↘2680     | посёлок Сазоново                 |
| 3  | Алексеевское     | деревня         | 0         | Белокрестское сельское поселение |
| 4  | Анисимово        | деревня         | 199       | Первомайское сельское поселение  |
| 5  | Анишино          | деревня         | 283       | Белокрестское сельское поселение |
| 6  | Бабушкино        | деревня         | 16        | Белокрестское сельское поселение |
| 7  | Бараново         | посёлок         | 19        | Белокрестское сельское поселение |
| 8  | Белые Кресты     | село            | 450       | Белокрестское сельское поселение |
| 9  | Бельское         | деревня         | 10        | Белокрестское сельское поселение |
| 10 | Березье          | деревня         | 3         | Белокрестское сельское поселение |
| 11 | Борисово         | посёлок         | 416       | Белокрестское сельское поселение |
| 12 | Бортниково       | деревня         | 25        | Белокрестское сельское поселение |
| 13 | Валунь           | деревня         | 3         | Белокрестское сельское поселение |
| 14 | Вялье            | деревня         | 0         | Первомайское сельское поселение  |
| 15 | Герасимово       | деревня         | 0         | Белокрестское сельское поселение |
| 16 | Гора             | деревня         | 8         | Белокрестское сельское поселение |
| 17 | Горка            | деревня         | 0         | Белокрестское сельское поселение |
| 18 | Горка            | деревня         | 83        | Белокрестское сельское поселение |
| 19 | Гречнево         | деревня         | 0         | Белокрестское сельское поселение |
| 20 | Григорьево       | деревня         | →5        | Белокрестское сельское поселение |
| 21 | Данилково        | деревня         | 0         | Белокрестское сельское поселение |
| 22 | Дуброва          | деревня         | 0         | Белокрестское сельское поселение |
| 23 | Ерохово          | деревня         | 37        | Белокрестское сельское поселение |
| 24 | Жерновицы        | деревня         | 0         | Белокрестское сельское поселение |
| 25 | Загорье          | деревня         | 7         | Белокрестское сельское поселение |
| 26 | Залозно          | деревня         | 16        | Белокрестское сельское поселение |
| 27 | Залужье          | деревня         | 21        | Белокрестское сельское поселение |
| 28 | Залужье          | деревня         | 29        | Белокрестское сельское поселение |
| 29 | Заполье          | деревня         | 3         | Белокрестское сельское поселение |
| 30 | Заручевье        | деревня         | ↘4        | Первомайское сельское поселение  |
| 31 | Зубово           | деревня         | 4         | Белокрестское сельское поселение |
| 32 | Игнашино         | деревня         | 0         | Первомайское сельское поселение  |
| 33 | Избоищи          | деревня         | 233       | Белокрестское сельское поселение |
| 34 | Кабожа           | деревня         | 3         | Белокрестское сельское поселение |
| 35 | Карпово          | деревня         | 0         | Белокрестское сельское поселение |
| 36 | Клыпино          | деревня         | 13        | Белокрестское сельское поселение |
| 37 | Колобово         | деревня         | 7         | Белокрестское сельское поселение |
| 38 | Костылева Гора   | деревня         | 3         | Белокрестское сельское поселение |
| 39 | Котово           | деревня         | 0         | Белокрестское сельское поселение |
| 40 | Кочубино         | деревня         | 13        | Белокрестское сельское поселение |
| 41 | Красная Горка    | деревня         | 0         | Белокрестское сельское поселение |
| 42 | Лешутино         | деревня         | 11        | Белокрестское сельское поселение |
| 43 | Лешутинская Гора | деревня         | 35        | Белокрестское сельское поселение |
| 44 | Лукино           | деревня         | 0         | Белокрестское сельское поселение |
| 45 | Лукинское        | деревня         | 37        | Белокрестское сельское поселение |
| 46 | Львов Двор       | деревня         | 10        | Белокрестское сельское поселение |
| 47 | Малашкино        | деревня         | 14        | Белокрестское сельское поселение |
| 48 | Мардас           | деревня         | 4         | Белокрестское сельское поселение |
| 49 | Марьино          | деревня         | 18        | Белокрестское сельское поселение |
| 50 | Махово           | деревня         | 0         | Белокрестское сельское поселение |
| 51 | Мегрино          | деревня         | 165       | Белокрестское сельское поселение |
| 52 | Метелищи         | деревня         | 6         | Белокрестское сельское поселение |
| 53 | Мишино           | деревня         | 9         | Белокрестское сельское поселение |
| 54 | Наумовское       | деревня         | 4         | Белокрестское сельское поселение |
| 55 | Низ              | деревня         | 23        | Белокрестское сельское поселение |
| 56 | Новая            | деревня         | 7         | Первомайское сельское поселение  |
| 57 | Новинка          | деревня         | 10        | Первомайское сельское поселение  |
| 58 | Оксюково         | деревня         | 14        | Первомайское сельское поселение  |
| 59 | Окулово          | деревня         | 0         | Белокрестское сельское поселение |
| 60 | Олисово          | деревня         | 4         | Белокрестское сельское поселение |
| 61 | Осипово          | деревня         | 0         | Белокрестское сельское поселение |
| 62 | Паник            | деревня         | 7         | Белокрестское сельское поселение |
| 63 | Папорть          | деревня         | 0         | Белокрестское сельское поселение |
| 64 | Пахомиха         | деревня         | 0         | Белокрестское сельское поселение |
| 65 | Первомайский     | посёлок         | 254       | Первомайское сельское поселение  |
| 66 | Подлипье         | деревня         | 0         | Белокрестское сельское поселение |
| 67 | Покровское       | село            | 376       | Белокрестское сельское поселение |
| 68 | Полятино         | деревня         | 0         | Белокрестское сельское поселение |
| 69 | Приворот         | деревня         | 4         | Белокрестское сельское поселение |
| 70 | Приворот         | ж.д. станция    | 0         | Белокрестское сельское поселение |
| 71 | Пустынь          | деревня         | 11        | Белокрестское сельское поселение |
| 72 | Пучнино          | деревня         | 8         | Первомайское сельское поселение  |
| 73 | Ременево         | деревня         | 0         | Белокрестское сельское поселение |
| 74 | Русино           | деревня         | →0        | Белокрестское сельское поселение |
| 75 | Селище           | деревня         | 0         | Белокрестское сельское поселение |
| 76 | Семово           | деревня         | 51        | Белокрестское сельское поселение |
| 77 | Середка          | деревня         | 14        | Белокрестское сельское поселение |
| 78 | Сиротово         | деревня         | 10        | Белокрестское сельское поселение |
| 79 | Смердомля        | деревня         | 3         | Первомайское сельское поселение  |
| 80 | Смердомский      | посёлок         | 541       | Первомайское сельское поселение  |
| 81 | Трухино          | деревня         | 33        | Белокрестское сельское поселение |
| 82 | Трухново         | деревня         | 0         | Белокрестское сельское поселение |
| 83 | Усадищи          | деревня         | 0         | Белокрестское сельское поселение |
| 84 | Ушаково          | деревня         | 0         | Первомайское сельское поселение  |
| 85 | Фишово           | деревня         | 16        | Белокрестское сельское поселение |
| 86 | Фрязино          | деревня         | 3         | Белокрестское сельское поселение |
| 87 | Харчиха          | деревня         | 4         | Белокрестское сельское поселение |
| 88 | Чагода           | деревня         | 0         | Белокрестское сельское поселение |
| 89 | Черенское        | деревня         | 37        | Белокрестское сельское поселение |
| 90 | Чикусово         | деревня         | 7         | Белокрестское сельское поселение |
| 91 | Шолохово         | деревня         | ↘3        | Белокрестское сельское поселение |

### Упразднённые населённые пункты
- В марте 2020 года была упразднена деревня Ермолино[34].

## Экономика
- Стекольные заводы

1. ОАО «Покровский стеклозавод» (в посёлке Сазоново, Закрыт)
2. ОАО «Смердомский стеклозавод» (белое, светло-зелёное, тёмно-зелёное, коричневое стекло)
3. ООО «Чагодощенский стеклозавод и К» — (производство стеклотары)

- ОАО «Чагодакомлес» (лесозаготовительное предприятие).
- Известковый завод.(ООО «Северстройресурс»)
- ОАО «Белокрестский маслозавод»
- Хлебозавод ПО «Хлеб» (хлебобулочные, макаронных и кондитерские изделия)

## Транспорт
Через район проходит федеральная автодорога А114
В районе есть две железнодорожные станции на линии Подборовье — Кабожа Волховстроевского отделения Октябрьской железной дороги — в Чагоде и Сазоново (станция Огарёво).
До 2008 года в районе действовала узкоколейная железная дорога торфопредприятия «Дедово Поле».

## Достопримечательности
- Деревянный храм святого Апостола и Евангелиста Иоанна Богослова — памятник деревянной архитектуры XIX века (дер. Анисимово Первомайского сельского поселения)

Деревянная Иоанно-Богословская церковь является поздней по времени сооружения постройкой в районе. Первоначально на ее месте стояла часовня. Построенная в 1850 году церковь считалась приписной к Богоявленской Смердомльской и была домовым храмом дворянской семьи Позен. Вокруг храма разместилось кладбище, ныне запущенное. Вначале построенный из бруса храм был оштукатурен, но вскоре штукатурку сбили и здание обшили тесом. Декор его прост до предела. На щипце западного фасада находилась небольшая, восьмериком, звонница, завершенная невысоким шатром с главкой. Арочный вход в храм был обрамлен деревянным рустом. (по материалам историко-краеведческого альманаха «ЧАГОДА»).
Со скромным декором контрастировал богатый интерьер. Закрытый в 30-е годы храм сначала был занят сельским клубом, затем школьным спортзалом и складом. Расположенный на видном месте, неподалёку от усадьбы частично сохранившейся усадьбы Теглевых-Позенов, он ждет дня своего воскрешения.
- Старая Пустынь — место первоначального поселения преподобномученника Ефросина Синозерского
- Место бывшей монастырской обители — Троицко-Благовещенская Пустынь на оз. Синичье
- Церковь Тихвинской иконы Божией Матери (1859) в деревне Мегрино
- Церковь Покрова Пресвятой Богородицы в селе (1805) Белые Кресты
- Уникальный комплекс архитектуры деревянного конструктивизма 1920-х гг. — рабочий поселок и стеклянный завод в Чагоде (арх. Ной Троцкий)

## Археология
В 2 км к западу от посёлка Чагодоща при впадении реки Песь в реку Чагодощу находится могильник Чагода I. Зафиксированы остатки деревянных сооружений — «домиков мёртвых». Для грунтовых погребений и сооружений получены радиоуглеродные даты от 2250 до 1760 л. н. Здесь найдены две коньковые подвески с двумя головами. Это древнейшие изображения лошадей на севере Восточной Европы. Традиция погребений в наземных погребальных сооружениях была привнесена в раннем железном веке, что свидетельствует о появлении хорошо вооружённого скотоводческого населения. Могильник прекращает существование на рубеже IV—V веков, что связано с продвижением населения культуры длинных курганов. Полученные значения соотношения изотопов стронция 87Sr/ 86Sr (0,713—0,716) свидетельствует о том, что индивиды из погребений могильников Чагода-I, Варшавский шлюз-I, Кладовка I и II жили примерно в сходных условиях, характерных для одной территории, находят свои аналогии в группе данных, полученных для средневекового Ярославля (0,713—0,714).